# Alerte rouge (groupe)
Pour les articles homonymes, voir Alerte rouge.
Alerte rouge est un groupe de ska punk français, originaire de Paris. Formé en 1996, le groupe possède un style mélange rock, ska, punk rock, et reggae. Alerte rouge cesse ses activités en 2011.

## Biographie
Affublés de masques à gaz qui suggèrent une sérieuse réflexion sur les dérives des temps modernes, Alerte rouge enchaîne sets explosifs et riffs saturés dans une ambiance festive. Toujours avide de nouvelles aventures, le groupe se révèle sur scène ; porté par la voix puissante de Baxter , Alerte rouge est formé en 1996 de la rencontre des groupes tels que les Neurones en Folie, les Washington Dead Cats ou encore Carré Blanc pour série noire.
Le groupe publie son deuxième album, Trop de tension, en 2002, au label Cross Records, filiale de Wagram Music. Ils comprend les chansons Toutes les bombes, Trop de tension et La Critique. En mars 2008, le groupe tourne en Suisse et en France. Le même mois, le groupe met en ligne son nouveau single, Stop the Violence, tiré d'un prochain album à paraitre.
En 2012, Marina (Marousse), Baxter, Sylv'1 et Lol (Alerte rouge) se réunissent en un nouveau quatuor des plus rock Motocult ; flirtant parfois avec le ska, le rock steady. GG et Mister Yo poursuivent quant à eux leur aventure avec Les Washington Dead Cats.

## Membres
- Baxter - chant, guitare
- Laurent - guitare basse
- Pierre - basse
- Djédjé - saxophone (Washington Dead Cats)
- Mr Yo - batterie (Washington Dead Cats)
- Hulk - trompette
- Edy - trombone

## Discographie
- 1996 : K7 Démo
- 1997 : Alerte rouge (Made in Heaven/Melodie)
- 2000 : Trop de tension (Cross Records, réédité en 2002 par Wagram Music)
- 2002 : Paradis Paradis (M10)
- 2005 : Vivre ensemble